# Indobaetis
Indobaetis is een geslacht van haften (Ephemeroptera) uit de familie Baetidae.

## Soorten
Het geslacht Indobaetis omvat de volgende soorten:
- Indobaetis costai
- Indobaetis michaelohubbardi
- Indobaetis starmuehnleri